# Ребиндер, Максим Владимирович
Максим Владимирович Ребиндер (Максим Васильевич; нем. Magnus Woldemar von Rehbinder; 1730 — 10 [22] февраля 1804) — российский генерал-лейтенант (1799), по происхождению немец. Ветеран русско-турецких войн, боевой соратник А. П. Румянцева и А. В. Суворова.

## Биография
Максим Ребиндер родился в 1730 году.
Шеф Азовского мушкетерского полка во время русско-турецких войн. В 1787—1791 годах сражался на Северном Кавказе. Состоя в Азовском мушкетерском полку, прославился бесстрашием. В 1787 году в чине полковника находился в военных действиях за Кубанью и 20 сентября 1787 года первым достиг неприятельского стана; Шейх Мансур, потеряв много войск, принужден был отступать, и русские войска менее чем в две недели, очистили от мятежников всю страну от устья реки Лабы вверх по Кубани до Снежных гор. Этим походом Ребиндер приобрел громкую известность и был награждён чином генерал-майора. Участник подавления Есауловского бунта на Дону в 1792—1794 гг.
Отличился в Итальянском и Швейцарском походах, принимал участие в битве при Нови (4 августа 1799 года).
Был награждён орденом Александра Невского, по возвращении в Россию назначен военным губернатором в Ригу.
Суворов в знак особого уважения звал его по имени. Так, при отдании диспозиции при переходе к Гларуссу, Суворов сказал:

Михайло! Ты впереди, лицом к врагу! — Максим! Тебе слава!.. — Грязев Н. Поход Суворова в 1799 г. III. Выступление из Швейцарии // Сост., авт. вступ. ст. Семанов С. Н. Александр Васильевич Суворов. Слово Суворова. Слово современников. Материалы для биографии : Сб. — М.: Русскій міръ, 2000. — С. 208. — ISBN 5-89577-027-4.
Максим Васильевич Ребиндер умер 10 февраля 1804 года.